# Ecliptică

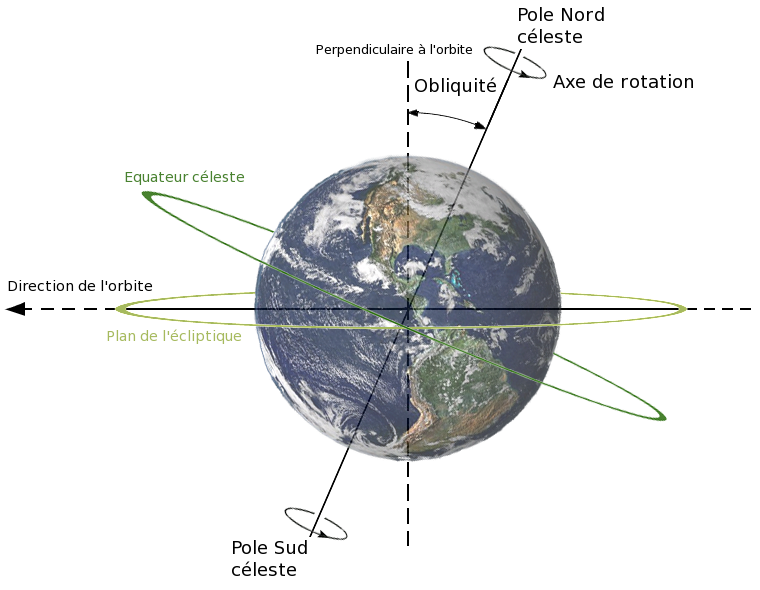
Ecliptica și relația sa cu ecuatorul ceresc și axa de rotație a Pământului.

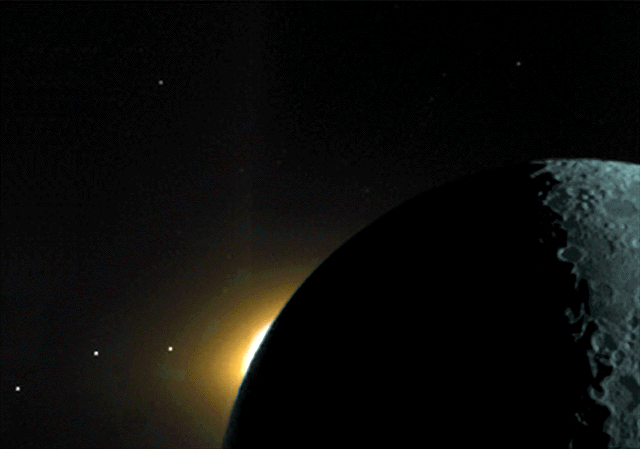
Planul eclipticii este vizibil pe această fotografie luată în timpul misiunii Clementine. Această minunată imagine scoate în evidență (de la dreapta la stânga): Luna iluminată de clarul de Pământ, Soarele care răsare pe fața ascunsă a Lunii, și planetele Saturn, Marte și Mercur (cele trei puncte albe din stânga).

Ecliptica: termenul este folosit, în general, cu două semnificații:
- Cercul mare al sferei cerești, care rezultă din intersecția acesteia cu un plan paralel cu planul ecliptic. Acesta este planul de mișcare al Pământului în jurul Soarelui și este format de direcția ce unește centrul Soarelui cu centrul de greutate Pământ-Lună și direcția de mișcare a acestui centru în jurul Soarelui. Ecliptica este deci traiectoria anuală aparentă a Soarelui prin constelațiile zodiacului. Planul ecliptic este înclinat actualmente cu un unghi de 23,4˚ față de planul ecuatorului ceresc, acest unghi schimbându-se datorită fenomenelor de precesie și nutație. Ecliptica intersectează ecuatorul ceresc în punctul vernal și punctul autumnal;
- Orbita reală a Pământului în spațiu.
- Ecliptica este calea pe care pare să o urmeze Soarele pe cer în decursul unui an.

Ecliptica este utilizată ca reper în definirea coordonatelor ecliptice pentru reperarea poziției aparente a corpurilor pe sfera cerească.

## Poziția și mișcarea astrelor în raport cu ecliptica
Cele mai multe planete din Sistemul Solar au o orbită care este puțin înclinată relativ la planul eclipticii. Zodiacul se găsește tot de-a lungul  (de o parte și de alta) planului eclipticii.
Planul eclipticii este înclinat în raport cu ecuatorul ceresc, cu un unghi numit înclinarea eclipticii și care este egal cu circa 23°26'15"; acest unghi exprimă înclinarea axială a rotației Pământului în raport cu normala la planul orbitei sale. Cât despre planul orbital al Lunii, înclinarea sa variază de la 5°01'1" la 5°17'35" în raport cu ecliptica, cu o medie de 5°08'48".
Deoarece sunt circa 365,24 de zile într-un an tropic și 360 de grade într-un cerc, Soarele pare să se deplaseze de-a lungul eclipticii cu viteza de 59,1388' pe zi, adică aproximativ 1°/zi. Această mișcare de la Vest la Est este desigur contrară mișcării aparente de la Est la Vest a sferei cerești.

## Puncte particulare ale eclipticii
Ecliptica și ecuatorul ceresc se întretaie în două puncte, vizavi unul de celălalt.

### Echinocții și solstiții
| Data și ora (UTC) echinocțiului și solstițiului pe Pământ                                               | Data și ora (UTC) echinocțiului și solstițiului pe Pământ                                               | Data și ora (UTC) echinocțiului și solstițiului pe Pământ                                               | Data și ora (UTC) echinocțiului și solstițiului pe Pământ                                               | Data și ora (UTC) echinocțiului și solstițiului pe Pământ                                               | Data și ora (UTC) echinocțiului și solstițiului pe Pământ                                               | Data și ora (UTC) echinocțiului și solstițiului pe Pământ                                               | Data și ora (UTC) echinocțiului și solstițiului pe Pământ                                               | Data și ora (UTC) echinocțiului și solstițiului pe Pământ                                               | |
| Poziţia Terrei punând în evidenţă orientarea sa în raport cu razele Soarelui în timpul unui echinocţiu. | Poziţia Terrei punând în evidenţă orientarea sa în raport cu razele Soarelui în timpul unui echinocţiu. | Poziţia Terrei punând în evidenţă orientarea sa în raport cu razele Soarelui în timpul unui echinocţiu. | Poziţia Terrei punând în evidenţă orientarea sa în raport cu razele Soarelui în timpul unui echinocţiu. | Poziţia Terrei punând în evidenţă orientarea sa în raport cu razele Soarelui în timpul unui echinocţiu. | Poziţia Terrei punând în evidenţă orientarea sa în raport cu razele Soarelui în timpul unui echinocţiu. | Poziţia Terrei punând în evidenţă orientarea sa în raport cu razele Soarelui în timpul unui echinocţiu. | Poziţia Terrei punând în evidenţă orientarea sa în raport cu razele Soarelui în timpul unui echinocţiu. | Poziţia Terrei punând în evidenţă orientarea sa în raport cu razele Soarelui în timpul unui echinocţiu. | Poziţia Terrei punând în evidenţă orientarea sa în raport cu razele Soarelui în timpul unui echinocţiu. |
| eveniment                                                                                               | Echinocțiul                                                                                             | Echinocțiul                                                                                             | Solstițiul                                                                                              | Solstițiul                                                                                              | Echinocțiul                                                                                             | Echinocțiul                                                                                             | Solstițiul                                                                                              | Solstițiul                                                                                              | |
| lună | Martie                                                                                                  | Martie                                                                                                  | Iunie                                                                                                   | Iunie                                                                                                   | Septembrie                                                                                              | Septembrie                                                                                              | Decembrie                                                                                               | Decembrie                                                                                               | |
| an | | | | | | | | | |
| an | zi | oră | zi | oră | zi | oră | zi | oră | |
| --- | --- | --- | --- | --- | --- | --- | --- | --- | --- |
| 2010 | 20 | 17:32:13                                                                                                | 21 | 11:28:25                                                                                                | 23 | 03:09:02                                                                                                | 21 | 23:38:28                                                                                                | |
| 2011 | 20 | 23:21:44                                                                                                | 21 | 17:16:30                                                                                                | 23 | 09:04:38                                                                                                | 22 | 05:30:03                                                                                                | |
| 2012 | 20 | 05:14:25                                                                                                | 20 | 23:09:49                                                                                                | 22 | 14:49:59                                                                                                | 21 | 11:12:37                                                                                                | |
| 2013 | 20 | 11:02:55                                                                                                | 21 | 05:04:57                                                                                                | 22 | 20:44:08                                                                                                | 21 | 17:11:00                                                                                                | |
| 2014 | 20 | 16:57:05                                                                                                | 21 | 10:51:14                                                                                                | 23 | 02:29:05                                                                                                | 21 | 23:03:01                                                                                                | |
| 2015 | 20 | 22:45:09                                                                                                | 21 | 16:38:55                                                                                                | 23 | 08:20:33                                                                                                | 22 | 04:48:57                                                                                                | |
| 2016 | 20 | 04:30:11                                                                                                | 20 | 22:34:11                                                                                                | 22 | 14:21:07                                                                                                | 21 | 10:44:10                                                                                                | |
| 2017 | 20 | 10:28:38                                                                                                | 21 | 04:24:09                                                                                                | 22 | 20:02:48                                                                                                | 21 | 16:28:57                                                                                                | |
| 2018 | 20 | 16:15:27                                                                                                | 21 | 10:07:18                                                                                                | 23 | 01:54:05                                                                                                | 21 | 22:23:44                                                                                                | |
| 2019 | 20 | 21:58:25                                                                                                | 21 | 15:54:14                                                                                                | 23 | 07:50:10                                                                                                | 22 | 04:19:25                                                                                                | |
| 2020 | 20 | 03:50:36                                                                                                | 20 | 21:44:40                                                                                                | 22 | 13:31:38                                                                                                | 21 | 10:02:19                                                                                                | |
| 2021 | 20 | 09:37:27                                                                                                | 21 | 03:32:08                                                                                                | 22 | 19:21:03                                                                                                | 21 | 15:59:16                                                                                                | |
| 2022 | 20 | 15:33:23                                                                                                | 21 | 09:13:49                                                                                                | 23 | 01:03:40                                                                                                | 21 | 21:48:10                                                                                                | |
| 2023 | 20 | 21:24:24                                                                                                | 21 | 14:57:47                                                                                                | 23 | 06:49:56                                                                                                | 22 | 03:27:19                                                                                                | |
| 2024 | 20 | 03:06:21                                                                                                | 20 | 20:50:56                                                                                                | 22 | 12:43:36                                                                                                | 21 | 09:20:30                                                                                                | |
| 2025 | 20 | 09:01:25                                                                                                | 21 | 02:42:11                                                                                                | 22 | 18:19:16                                                                                                | 21 | 15:03:01                                                                                                | |
| 2026 | 20 | 14:45:53                                                                                                | 21 | 08:24:26                                                                                                | 23 | 00:05:08                                                                                                | 21 | 20:50:09                                                                                                | |
| 2027 | 20 | 20:24:36                                                                                                | 21 | 14:10:45                                                                                                | 23 | 06:01:38                                                                                                | 22 | 02:42:04                                                                                                | |
| 2028 | 20 | 02:17:02                                                                                                | 20 | 20:01:54                                                                                                | 22 | 11:45:12                                                                                                | 21 | 08:19:33                                                                                                | |
| 2029 | 20 | 08:01:52                                                                                                | 21 | 01:48:11                                                                                                | 22 | 17:38:23                                                                                                | 21 | 14:13:59                                                                                                | |
| 2030 | 20 | 13:51:58                                                                                                | 21 | 07:31:11                                                                                                | 22 | 23:26:46                                                                                                | 21 | 20:09:30                                                                                                | |
| 2031 | 20 | 19:40:51                                                                                                | 21 | 13:17:00                                                                                                | 23 | 05:15:10                                                                                                | 22 | 01:55:25                                                                                                | |
| 2032 | 20 | 01:21:45                                                                                                | 20 | 19:08:38                                                                                                | 22 | 11:10:44                                                                                                | 21 | 07:55:48                                                                                                | |
| 2033 | 20 | 07:22:35                                                                                                | 21 | 01:00:59                                                                                                | 22 | 16:51:31                                                                                                | 21 | 13:45:51                                                                                                | |
| 2034 | 20 | 13:17:20                                                                                                | 21 | 06:44:02                                                                                                | 22 | 22:39:25                                                                                                | 21 | 19:33:50                                                                                                | |
| 2035 | 20 | 19:02:34                                                                                                | 21 | 12:32:58                                                                                                | 23 | 04:38:46                                                                                                | 22 | 01:30:42                                                                                                | |
| 2036 | 20 | 01:02:40                                                                                                | 20 | 18:32:03                                                                                                | 22 | 10:23:09                                                                                                | 21 | 07:12:42                                                                                                | |
| 2037 | 20 | 06:50:05                                                                                                | 21 | 00:22:16                                                                                                | 22 | 16:12:54                                                                                                | 21 | 13:07:33                                                                                                | |
| 2038 | 20 | 12:40:27                                                                                                | 21 | 06:09:12                                                                                                | 22 | 22:02:05                                                                                                | 21 | 19:02:08                                                                                                | |
| 2039 | 20 | 18:31:50                                                                                                | 21 | 11:57:14                                                                                                | 23 | 03:49:25                                                                                                | 22 | 00:40:23                                                                                                | |
| 2040 | 20 | 00:11:29                                                                                                | 20 | 17:46:11                                                                                                | 22 | 09:44:43                                                                                                | 21 | 06:32:38                                                                                                | |
| 2041 | 20 | 06:06:36                                                                                                | 20 | 23:35:39                                                                                                | 22 | 15:26:21                                                                                                | 21 | 12:18:07                                                                                                | |
| 2042 | 20 | 11:53:06                                                                                                | 21 | 05:15:38                                                                                                | 22 | 21:11:20                                                                                                | 21 | 18:03:51                                                                                                | |
| 2043 | 20 | 17:27:34                                                                                                | 21 | 10:58:09                                                                                                | 23 | 03:06:43                                                                                                | 22 | 00:01:01                                                                                                | |
| 2044 | 19 | 23:20:20                                                                                                | 20 | 16:50:55                                                                                                | 22 | 08:47:39                                                                                                | 21 | 05:43:22                                                                                                | |
| 2045 | 20 | 05:07:24                                                                                                | 20 | 22:33:41                                                                                                | 22 | 14:32:42                                                                                                | 21 | 11:34:54                                                                                                | |
| 2046 | 20 | 10:57:38                                                                                                | 21 | 04:14:26                                                                                                | 22 | 20:21:31                                                                                                | 21 | 17:28:16                                                                                                | |
| 2047 | 20 | 16:52:26                                                                                                | 21 | 10:03:16                                                                                                | 23 | 02:07:52                                                                                                | 21 | 23:07:01                                                                                                | |
| 2048 | 19 | 22:33:37                                                                                                | 20 | 15:53:43                                                                                                | 22 | 08:00:26                                                                                                | 21 | 05:02:03                                                                                                | |
| 2049 | 20 | 04:28:24                                                                                                | 20 | 21:47:06                                                                                                | 22 | 13:42:24                                                                                                | 21 | 10:51:57                                                                                                | |
| 2050 | 20 | 10:19:22                                                                                                | 21 | 03:32:48                                                                                                | 22 | 19:28:18                                                                                                | 21 | 16:38:29                                                                                                | |

Se numesc echinocții momentele în care Soarele apare în aceste puncte (adică, din punct de vedere heliocentric, când Pământul se situează pe aceste puncte ale orbitei sale).
În acele momente ziua și noaptea durează fiecare aproximativ 12 ore, iar acest lucru este valabil pentru orice loc de pe globul pământesc. Una dintre aceste intersecții se numește punct vernal. El corespunde poziției Pământului pe orbita sa la echinocțiul de primăvară și constituie punctul de plecare a măsurărilor unghiulare ale punctelor eclipticii. Cealaltă intersecție este punctul autumnal.
Punctul de pe ecliptică care este cel mai la nord de ecuatorul ceresc se numește solstițiu de vară în emisfera nordică / emisfera boreală și solstițiu de iarnă în emisfera sudică / emisfera australă.
Aceste denumiri sunt inversate când Soarele este la punctul cel mai la sud al ecuatorului ceresc cu Pământul.

### Noduri
Punctele în care orbita unui astru din Sistemul Solar taie planul eclipticii se numesc noduri. În mișcarea sa în jurul Pământului, care se rotește în jurul Soarelui, Luna taie și ea planul eclipticii în două noduri. Dacă o Lună nouă sau o Lună plină se produce în dreptul unui nod, rezultă o eclipsă, deoarece în acest caz Luna, Pământul și Soarele sunt aliniate în planul eclipticii. Planul eclipticii este numit astfel  din cauză că în acest plan  se observă eclipsele. Planul ecliptic este frecvent numit și plan al eclipticii și poate fi definit astfel: este planul care conține centrul de gravitate al Soarelui și centrul de gravitate al Pământului care se rotește în jurul Soarelui; acest plan este proiectat la infinit și servește la definirea sistemului de coordonate pentru reperarea stelelor.

## Eclipsele
Pentru că orbita Lunii este înclinată doar cu circa 5° față de ecliptică, iar Soarele este mereu foarte aproape de ecliptică, eclipsele au întotdeauna loc pe sau lângă ea. Datorită înclinației orbitei Lunii, eclipsele nu se petrec la orice conjuncție și opoziție între Soare și Lună, ci numai când Luna este aproape de nodul ascendent sau descendent în același timp cu opoziția sau conjuncția. Ecliptica este numită astfel, deoarece astronomii din Antichitate au notat că eclipsele au loc numai atunci când Luna o traversează.